# جنیفر گیبنی
جنیفر گیبنی (انگلیسی: Jennifer Gibney؛ زادهٔ ۷ ژوئیهٔ ۱۹۶۴) بازیگر اهل جمهوری ایرلند است. وی از سال ۱۹۹۶ میلادی تاکنون مشغول فعالیت بوده‌است.